# پندی‌گهیب
پندی‌گهیب (به انگلیسی: Pindigheb) یک شهر در پاکستان است که در ناحیه اتک واقع شده‌است. پندی‌گهیب ۳۱۰ متر بالاتر از سطح دریا واقع شده‌است.